# ميخائيل أوينز (عسكري)
ميخائيل أوينز (بالإنجليزية: Michael Owens)‏ هو عسكري أمريكي، ولد في 6 فبراير 1853 في نيويورك في الولايات المتحدة، وتوفي في 8 ديسمبر 1890 في لوس أنجلوس في الولايات المتحدة.